# Teoria probabilística dos números
Teoria Probabilística dos Números é uma sub-área da Teoria dos Números, onde emprega-se Teoria da Probabilidade e Teoria Estatística para se resolver questões da Teoria dos Números. Uma ideia básica subjacente é que diferentes números primos são, num sentido sério, como variáveis aleatórias independentes. Esta não é uma ideia com uma única utilidade formal.
Os fundadores desta teoria são Paul Erdős, Aurel Wintner e Mark Kac na década de 1930, um dos períodos da investigação em Teoria Analítica dos Números. O Teorema de Erdős–Wintner e o Teorema de Erdős–Kac em funções aditivas são resultados fundamentais.